# Ali ibne Raxide Alálame
Ali ibne Muça ibne Raxide Alálame (em árabe: علي بن موسى بن رشيد العلمي; romaniz.: Ali ibn Musa ibn Raxid al-Alami; (c. 1440 - 1512, Xexuão [?]), também chamado Mulei Raxide ou Cide Ali Barraxe nas crônicas portuguesas, foi alcaide e fundador de Xexuão, figura da luta muçulmana contra as instalações dos cristãos em Marrocos.

## Xexuão
Mulei Ali ibne Raxide fazia parte dos Chorfas Idríssidas, chamados dos Alálame, por terem origem no Jebel de Alame. Ele com os primeiros refugiados andaluzes muçulmanos, vindos a Marrocos antes da conquista de Granada pelos reis católicos, fundaram a povoação de Xexuão, provavelmente em 1471. Esta cidade tornou-se muito forte: " Fica ela entre montes, em território de acesso muito difícil e longe do mar; dêste modo ela será o santuário do islamismo, que os infiéis não poderão atingir e onde os crentes se sentirão em segurança". Barraxe "foi seu primeiro alcaide (…) e em poder da sua família se conservou até 1561, independente do govêrno de Fez e sempre em guerra com os cristãos (…). Nesta data foi desapossada esta família pelos reis de Fez e obrigada a emigrar para Medina.". O primeiro edifício que construiu Barraxe na cidade, foi a alcaçova, que serviu de campo militar, de residência fortificada, e de centro de comando.

## Descendência
Barraxe/Ali ibne Raxide, casou-se com uma castelhana oriunda de Vejer de la Frontera, chamada Catalina Fernández. Depois da sua conversão ao Islão tomou o nome de Laila Zura, Lalla Zahra ou Lellazara Fernández Elche, como a chamam os historiadores castelhanos. Veio a Marrocos com seu irmão Martin Fernández (ou Fernando Martin, ou ainda chamado Martinho Elche), e este, depois da sua conversão tomou o nome de Ali Fernando.
De esta união nasceram em Xexuão pelo menos dois filhos: o príncipe Mulei Abraém ou Mulei Ibraim, em 1490, e a princesa Citalforra em 1495, a "Nobre Dama", que casou uma primeira vez com Alboácem Almandri, e reinou na cidade de Tetuão, após a morte do marido, entre 1537 e 1542; e a segunda vez com o rei de Fez Amade Uatassi.
Barraxe tinha duas esposas, a segunda chamada Alamia, nativa de Xexuão. Os dois outros filhos conhecidos do alcaide, Mulei Maomé, e Mulei Omar Abde Assalame que chegou a também ser alcaide de Xexuão, eram provavelmente filhos de esta última.

## Inimigo dos portugueses
A maioria das crónicas portuguesas que falam de Marrocos durante essa época falam muito deste "famoso" alcaide, a maior parte do tempo associado ao alcaide de Tetuão, Cide Almandri e depois o neto (ou sobrinho) deste, Almendarim, a quem as crónicas portuguesas que parecem confundi-los, dão o mesmo nome (Almendarim, Almenderim, ou Almandarim).
Estes alcaides, ao contrário do Rei de Fez Mulei Xeque que tinha feito pazes com os portugueses, eram os maiores inimigos destes últimos, até que Mulei Mafamede sucede a seu pai, em 1504. A partir de então é como aliados muçulmanos que combatem os cristãos.